# Hans Klein (Theologe)
Hans Klein (* 9. November 1940 in Hermannstadt) ist ein rumänischer evangelisch-lutherischer Theologe (Neutestamentler) und Politiker, der zu den Siebenbürger Sachsen, einer deutschsprachigen Minderheit in Rumänien, gehört.

## Leben
Klein, ein Sohn des späteren Bischofs Albert Klein, wurde nach dem Studium der Evangelischen Theologie in Hermannstadt und dem Vikariat in Liebling (Banat) sowie der Ordination 1963 Pfarrer in Lugosch und 1966 Pfarrer in Deutsch-Kreuz. 1972 wurde er zum Dr. theol. promoviert und als Dozent für Altes Testament und Religionsgeschichte an die Evangelisch-Theologische Fakultät in Hermannstadt berufen. Von 1982 bis zu seiner Emeritierung 2010 wirkte er an der Fakultät, die inzwischen zur Lucian-Blaga-Universität gehört, als Professor für Neues Testament. Nebenberuflich amtierte er von 1993 bis 1998 als Stadtpfarrer von Hermannstadt sowie von 1994 bis 2007 als Bischofsvikar der Evangelischen Kirche A.B. in Rumänien. Sein Hauptforschungsgebiet ist das Lukasevangelium, über das er 2006 einen umfangreichen Kommentar veröffentlichte.
1989 gehörte Klein zu Mitbegründern des Demokratischen Forums der Deutschen in Rumänien, in dem die Rumäniendeutschen sich politisch organisierten. Dort wirkte er von 1992 bis 1995 als Vorsitzender und war von 1992 bis 2011 Mitglied des Hermannstädter Stadtrates, zeitweise auch des Kreisrates im Kreis Sibiu. 2003 wurde ihm das Goldene Ehrenwappen der Landsmannschaft der Siebenbürger Sachsen verliehen. Den Vorsitz der Hermannstädter Gruppe des Deutschen Forums hat er noch bis März 2018 inne. Hans Klein ist verheiratet und Vater von zwei Töchtern und zwei Söhnen, die ebenfalls beide Pfarrer in Rumänien sind.